# ゴットフリート・ミヒャエル・ケーニヒ
ゴットフリート・ミヒャエル・ケーニヒ (Gottfried Michael Koenig)はオランダ生まれのドイツ・オランダの現代音楽・電子音楽の作曲家。